# ثنائي جذع
في الهندسة الرياضية، ثنائي الجذع (بالإنجليزية: bifrustum) أو ثنائي الجذع النوني  (بالإنجليزية: n-agonal) متعدد وجوه مكوَّن من جذعين ألصقا أحدهما إلى الآخر من قاعدتهما الكبرى. يمكن إنشاء ثنائي الجذع بالبتر المتناظر لقمتي ثنائي هرم.
تُقسَم رؤوس كل ثنائي جذع إلى 3 مجموعات تتساوى بعدد عناصرها، تقع رؤوس كل مجموعة في مستوٍ، وتكون المستويات الثلاثة متوازية. تُشكل الرؤوس في كل مستوٍ مضلعًا، وتكون هذه المُضلعات من النوع نفسه، ويكون المضلع الواقع في المستوي الأوسط أكبر من المُضلعين الواقعين فوقه وتحته. يمنح نوع المُضلع صفةً مميزة لثنائي الهرم، فلو كان مُخمَّسًا، لوصف ثنائي الجذع بأنه مُخمَّس، ولو كان مُسدَّسًا، لوصف الثنائي بأنه مُسدَّس، ويمكن تعميم الصفة لمضلع مكوَّن من n ضلعًا لتكون نونيًا.
ثِنويات ثنائيات الجذع هي ثنائيات الأهرام المطالة.

## الخصائص
من أجل ثنائي جذع نوني مُنتظَم، عدد أضلاع قاعدته n، وجوه الجانبية متساوية الأضلاع، طول ضلعها a، وقاعدته مستوية الأضلاع، طول ضلعها b، ويُشار لنصف العامد بالرمز h، أي نصف طول الخط الواصل بين القاعدتين والعمود على مستوي الرؤوس الواقع بينهما، فإن المِساحة الجانبية Al والمِساحة الكلية A والحجم V يُحسبان بالعلاقات التالية:
{\displaystyle {\begin{aligned}A_{l}&=n(a+b){\sqrt {\left({\tfrac {a-b}{2}}\cot {\tfrac {\pi }{n}}\right)^{2}+h^{2}}}\\[4pt]A&=A_{l}+n{\frac {b^{2}}{2\tan {\frac {\pi }{n}}}}\\[4pt]V&=n{\frac {a^{2}+b^{2}+ab}{6\tan {\frac {\pi }{n}}}}h\end{aligned}}}
يُمكن أيضًا ملاحظة أن حجم ثنائي الجذع هو ضعفي حجم الجذع.

## الأشكال
ثنائيات الجذع النونية ثنويات ثنائي هرم مطال [خطأ: تحقق من وسيط ورمز اللغة]، وثلاثة منها: المُثلث والمربع والمُخمَّس، ثِنويات لمُجمَّسات جنسون ذوات الرموز J14 إلى J16 على الترتيب. يُمكن أيضًا تعميم عدد الوجوه وفق الصيغة التالية: لثنائي جذع نوني 2n وجهًا شبه منحرف ومضلعين نونيين اثنين.
| ثنائي جذع مُثلَّث                                                                 | ثنائي جذع مُربَّع                                                                 | ثنائي جذع مُخمَّس                                                                  |
| ------------------------------------------------------------------------------ | ------------------------------------------------------------------------------ | ------------------------------------------------------------------------------- |
|                                                                                |                                                                                |                                                                                 |
| 6 أشباه منحرف ومُثلَّثين. ثِنوي لثنائي هرم مُثلَّث مُطال، وهو مُجسَّم جنسون ذو الرمز J14. | 8 أشباه منحرف ومُربَّعين. ثِنوي لثنائي هرم مُربَّع مُطال، وهو مُجسَّم جنسون ذو الرمز J15. | 10 أشباه منحرف، مُخمَّسين. ثِنوي لثنائي هرم مُخمَّس مُطال، وهو مُجسَّم جنسون ذو الرمز J16. |